# 生存権 (生命倫理)
生存権（せいぞんけん、英語: Right to life）とは、生命には生きる権利があり、他者とりわけ政府によって殺されてはならないとする信念である。

## 解説
生存権の概念は、不道徳とされる死刑、誤った悲劇的行為とされる戦争、胎児の命を早々と絶つべきでないとする中絶、自然な方法以外で高齢者の命を絶つことが正しくないとされる安楽死、人の生きる権利を侵害するとされる警察の横暴、殺人が本当に正当化されることはないと考える人もいる正当な殺人、動物の命も人間のそれと同じように保護する価値があるとされる動物の権利などの問題で議論される。これらのうち、どの分野に生存権の原則が適用されるかは、人によって意見が分かれるところだろう。

## 中絶
「生存権」という言葉は、中絶の議論において、中絶を終わらせたい、あるいは少なくともその頻度を減らしたいという人々によって使われており、妊娠という文脈では、1951年のローマ法王ピオ12世の回勅で「生存権」という言葉が提唱された。

すべての人間は、たとえ胎内の子供であっても、両親からでも、いかなる社会からでも、いかなる人間の権威からでもなく、神から直接生存権を有している。したがって、医学的、優生学的、社会的、経済的、あるいは道徳的なものであれ、罪のない人間の生命を直接意図的に処分するために有効な司法権を提供したり与えたりするいかなる人間、社会、人間の権威、科学、「指標」も全く存在しないのである。
―教皇ピオ12世, 助産師の職業の性質に関する演説教皇回勅, 1951年10月29日.

1966年、全米カトリック司教会議（NCCB）は、ジェームズ・T・マクヒュー師に対して、アメリカ国内での中絶改革の動向を観察し始めるように依頼した。1967年に全米生存権委員会（NRLC）が、全米カトリック司教会議の後援の下で州ごとのキャンペーンを調整する生存権リーグとして設立された 。より広範で無宗派の運動にアピールするために、ミネソタの主要な指導者は、NRLCを全国カトリック司教協議会の直接の監督から分離する組織モデルを提案し、1973年初頭までにNRLC理事のジェームズ・T・マクヒュー師と彼の執行補佐官のマイケル・テイラーが別の計画を提案し、NRLCがローマカトリック教会からの独立に向けて動きやすくすることを提案した。

### 倫理と生存権
功利主義的倫理学者の中には、「生存権」が存在する場合、それは人間という種の一員であること以外の条件に左右されると主張する人もいる。哲学者のピーター・シンガー（Peter Singer）は、この主張の著名な提唱者である。シンガーによれば、生存権は、自分の将来を計画し予測する能力に根ざしている。これは他の類人猿のような人間以外の動物にも当てはまるが、胎児、乳児、重度障害者にはそれがないため、彼は中絶、無痛嬰児殺、安楽死はある特別な状況、例えば、人生が苦痛でしかない障害児の場合には「正当化」できる（ただし義務ではない）としている。
障害者の権利や障害者研究のコミュニティと関連する生命倫理学者たちは、シンガーの認識論は障害に対する能力主義的な概念に基づいていると主張している。

## 死刑
死刑反対派は、死刑は生存権の侵害であると主張し、賛成派は、生存権は正義感を優先して適用されるべきものだから、死刑は生存権の侵害ではないとしている。反対派は、生存権が最も重要であり、死刑はそれを必要以上に侵害し、死刑囚に精神的な拷問を与えるので、死刑は最悪の人権侵害であると考えている。人権活動家は死刑を「残酷で非人道的、かつ卑劣な刑罰」と呼んで反対しており、アムネスティ・インターナショナルは死刑を「人権の究極の、不可逆的な否定」とみなしている。
国連総会は2007年、2008年、2010年、2012年、2014年、2016年に、最終的な廃止を視野に入れた死刑執行の世界的モラトリアムを求める非拘束決議を採択している。

## 法執行機関による殺人
「法執行に関する国際人権基準」は、国際人権法がすべての国家行為者を拘束することを認識し、当該国家行為者は人権のための国際基準を知り、適用する能力がなければならないというシステムを構築している。生存権は、ほとんどの場合、地球上のすべての人間に与えられた譲ることのできない権利であるが、国家主体が思い切った行動をとることが求められる状況もあり、その結果、法執行機関によって一般市民が殺害されることがある。
法執行機関による殺人の適切な場面は、「法執行に関する国際人権基準」によって厳密に規定されている。「警察官のための人権に関するポケットブック」 の「武力の行使」セクションに記載されている一定の規則に従って、警察官によるいかなる殺傷行為も行われなければならない。殺傷力の行使をめぐるポケットブック の基本方針は、まず非暴力的性質の他のすべての手段が用いられ、その後、相応の武力が用いられるべきというものである。ポケットブックの「銃器使用の許容状況」セクションに概説されているように、法執行官が一人の民間人の命を絶つことが彼または彼の仲間の民間人の命を守ることにつながると純粋に信じる場合には、いくつかの状況では、致死的な力は、比例的かつ適切な力の使用であるとみなされうる。 ポケットブック はまた、「武力と銃器の使用に関する説明責任」のセクションで、殺傷力の使用に関する権利に関して、州の法執行機関内の整合性を維持するための厳しい説明責任の措置があることを概説している。
国際機関は、法執行機関がいつ、どこで、殺傷力を自由に使えるようになるかについて概説している。国際警察本部長協会（The International Association of Chiefs of Police）は、主要な情報源からの様々な情報を組み込んだ「モデル政策」を有している。これらのモデル政策の1つは、法執行官が、自身と他の民間人の両方の安全について具体的に考慮しつつ、シナリオを効率的に終結させるために合理的に必要な力に従事することを述べている。法執行官は、シナリオを安全に終結させるために、部署が承認した方法に従事する特権を与えられており、また、自分自身や他人を損害から守るため、抵抗する人を制圧するため、あるいは違法事件を安全に解決するために必要なシナリオにおいて、問題を解決するために支給機材を使用する能力も与えられている。「合理的に必要な」というのが何を意味するのかについては言及されていないが、シナリオにどのようにアプローチすべきかを決定するための合理的人間の方法については言及されている。しかし、ミズーリ州ファーガソンで起きたダレン・ウィルソンによるマイケル・ブラウン殺害事件のように、銃器や殺傷力の使用に関する混乱や議論があることは、社会不安の原因となっていることが浮き彫りになっている。「銃器使用の手続き」の項では、法執行官が銃器を使用する際に、どのような手続きを踏まなければならないかを定めている。それによると、国際法の範囲内で殺傷力を行使する前に、法執行機関であることを示し、明確な警告を発し、対応のための十分な時間（その時間が捜査官や他の民間人に危害を与える可能性がないことが条件）を与えなければならないとしている。
「警察のための人権に関するポケットブック」は、法執行官が殺傷力を行使できる学術的な状況を概説しているが、警察による殺傷事件が発生した文字通りのシナリオもまた関連性がある。ローゼンフェルドは、法執行機関の殺人がどのように起こりうるかについては、社会的条件も一役買っていると信じるに足る相当な文献があると述べている。ローゼンフェルドは、法執行機関による殺傷力の行使を地域の暴力犯罪率、非先住民の人口規模、当該コミュニティの社会経済的地位と関連付ける研究が数多く行われてきたと述べている。
ペリー、ホール、ホールは、2014年後半に強く告発され、広く文書化されたアメリカ合衆国全体の現象について、白人警察官による非武装黒人男性市民への致死力の行使に言及している。 法執行機関に相手の人種に基づく致死力を行使する権限を与える法的特権はなく、自分や他者の生命に対する合理的な恐れがある場合にのみ致死力に関与する法的特権が存在する。しかし、2010年から2012年にかけての警察による死亡射殺に関する連邦政府のデータをPropublicaが分析したところ、若い黒人男性の一般市民は、若い白人男性の一般市民よりも21倍も警察に殺されやすいことがわかった。 米国における法執行機関による殺傷力の使用は、米国市民の間に、自分たちは警察に守られていないのではないかという気持ちを広く持たせることとなった。司法制度は、撃たれた人々の行動が、警察官が自分自身や他の人々の生命を脅かすほど人格的に疑わしいと判断されたため、これらの捜査官が法律の範囲内で行動したことをほとんど認めている。コッポロは、コネチカット州法を調査し、殺傷力の行使は、その状況において法執行官の殺傷力が比例して必要であったかどうかを判断する報告書を提出しなければならないと報告した。コッポロはまた、合理的な致死的対応は、提示された事実が現実的に死または悲痛な身体的危害の危険をもたらすと合理的に考えられる場合にのみ行われなければならないと述べている。
Graham v. Connor事件では、血糖値異常を起こした糖尿病患者が、Grahamを疑うような状況を目撃した警官に拘束され、その結果Grahamに複数の傷害が発生し、その後、過剰な力の行使があったとして警察を提訴するに至ったものである。連邦最高裁は、糖尿病のエピソードそれ自体は、法執行機関に対する潜在的な脅威とは認めなかった。しかし、最高裁は、警察官を判断する際には、事件を後から慎重に検討するのではなく、事件発生時の状況を総合的に考慮しなければならないとしており、グラハムのエピソードの場合、糖尿病による行動は、表面的には、警察官や他の民間人に対する脅迫と見なされると判断している。このため、法執行官が殺傷力を行使しうる有効なシナリオの公正な記述を構成するものを確認することは困難である。テネシー州対ガーナー裁判では、警官のエルトン・ハイモンが強盗の通報に応答した。問題の物件の裏庭に入ったとき、ハイモンは誰かが逃げるのを目撃し、後にエドワード・ガーナーという15歳の少年と判明する容疑者に停止するよう命じた。ガーナーはフェンスを登り始め、ハイモンは彼の後頭部に致命的な発砲を行った。最高裁は、憲法修正第4条に従い、誰かを追跡中の警察官は、その人が警察官や他の人に危害を加えるという重大な脅威があると警察官が合理的に確信しない限り、追跡を終了するために殺傷力を行使することはできないと判示した。憲法修正第2条が市民に武器を持つ権利を認めている米国では、誰か一人でも警察官の命や他の市民に対して脅威を与える可能性があり、実現可能性としては、誰か一人でも銃を隠している可能性があるからである。
ニュージーランドでは、年次警察行動報告によると、10年間に警察が7人を射殺し、うち1人は無実であり、すべてのケースで警察が法的権利の範囲内で行動していたことが判明している。ニュージーランドでは、合法的に銃器を使用しようとする市民が通過しなければならない厳しいプロセスがある。これによって、標準的な市民が法執行官の命や他人の命に既定の脅威を与えないような環境を作り出しているのだ。
国際法が国家に期待する基準はどこも同じである。殺傷力は、法執行機関や他の市民に害を及ぼす現実的な脅威がある場合にのみ、法執行機関によって使用されなければならないのである。しかし現実には、世界中の国がそれぞれ独自の環境、法律、文化、人口を持っているため、法執行機関が殺傷力を行使するのに適切な状況を構成するのは、それぞれの国ごとに異なっているのである。

## 安楽死
安楽死によって自らの命を絶つ決断ができるようになるべきだと考える人々は、人には選ぶ権利があるという議論を用いるが、安楽死の合法化に反対する人々は、すべての人には生存権があるという理由でそのように主張する。彼らは一般に「生存権論者（right-to-lifers）」と呼ばれる。

## 法的規定
- 1444年、ポリツィカ憲章は「永遠に存在するものはないのだから」生存権を宣言した[28]。

- 1776年、アメリカ合衆国独立宣言において、「すべての人間は平等に造られ、創造主によって特定の譲ることのできない権利を与えられており、その中には生命、自由および幸福の追求がある」と宣言された。

- 1948年、国連総会で採択された世界人権宣言は、第3条でこう宣言している。

| 「 | すべて人は、生命、自由及び身体の安全に対する権利を有する。 | 」 |

- 1950年、欧州評議会で欧州人権条約が採択され、第2条で生存権が保護されることが宣言された。ただし、合法的な処刑や正当防衛、逃亡した容疑者の逮捕、暴動や反乱の鎮圧などは例外とされている。その後、第6議定書により、戦争や緊急事態を除いて死刑を禁止するよう各国に要請し、現在ではすべての理事国において適用されている。第13議定書は死刑の全面的な廃止を定めており、ほとんどの加盟国で実施されている。

- 1966年、国連総会で「市民的及び政治的権利に関する国際規約」が採択された。

| 「                                              | すべての人間は、生命に対する固有の権利を有する。この権利は、法律によって保護される。何人も、恣意的にその生命を奪われない。 | 」 |
| —市民的及び政治的権利に関する国際規約第6条第1項 | |    |

- 1969年、コスタリカのサンホセで、西半球の多くの国によって「米州人権条約」が採択された。23カ国で発効している。

| 「                      | すべて人は、自己の生命を尊重される権利を有する。この権利は、法律により、一般に、受胎の時から保護されなければならない。何人も、恣意的にその生命を奪われることはない。 | 」 |
| —米州人権条約第4条第1項 | |    |

- 1982年、カナダ権利自由憲章に次のように謳われた。

| 「                       | すべての人は、生命、自由及び身体の安全に対する権利、並びに、基本的正義の原則に従わなければ、これらを奪われない権利を有する。 | 」 |
| —カナダ権利自由憲章第7章 | |    |

- 1989年、国連総会で「児童の権利に関する条約」が採択された。

- ドイツ連邦共和国基本法は、人間の尊厳の原則を、生存権よりも最優先させるとしている。

## 詩文集
- 生存権はどうなった(コールサック社。2014年)